# Premio Ciudad de Melilla
Els Premis Ciutat de Melilla són uns  guardons cinematogràfics concedits anualment per la Setmana de Cinema de Melilla.

## Creació
El Premi Ciutat de Melilla de la Setmana de Cinema van ser creats en 2009 per la Conselleria de Cultura de Melilla.

## Premis vigents

### Premis al cinema espanyol
Guanyadors
- 2017: Raúl Arévalo[2]
- 2018: Irene Escolar i Anna Castillo[3]
- 2019: Rafa Cobos, Alberto Rodríguez i Álvaro Cervantes[4]
- 2022: Carolina Yuste i Daniel Guzmán[5]
- 2023: Marta Hazas i Nathalie Gorg
- 2024: Ricardo Gómez, Elena Anaya i Arturo Valls[6]